# Kamal Miller
Kamal Anthony Miller (sinh ngày 16 tháng 5 năm 1997) là một cầu thủ bóng đá chuyên nghiệp người Canada thi đấu ở vị trí trung vệ cho câu lạc bộ Inter Miami tại Major League Soccer và đội tuyển quốc gia Canada.